# Nemška Gora
Nemška Gora – wieś w Słowenii, w gminie Krško. W 2018 roku liczyła 29 mieszkańców.